# Азіз (Бахчисарай)
Азіз (крим. Aziz, з 1948 — Задорожне) — місцевість Бахчисарая, колишнє село. Мусульманський культовий центр, що включав кілька дюрбе, зокрема, власне азіз, гробницю святого Мелек Гайдер, мавзолеї деяких кримських ханів і текіє — монастир дервішів.

## Історія

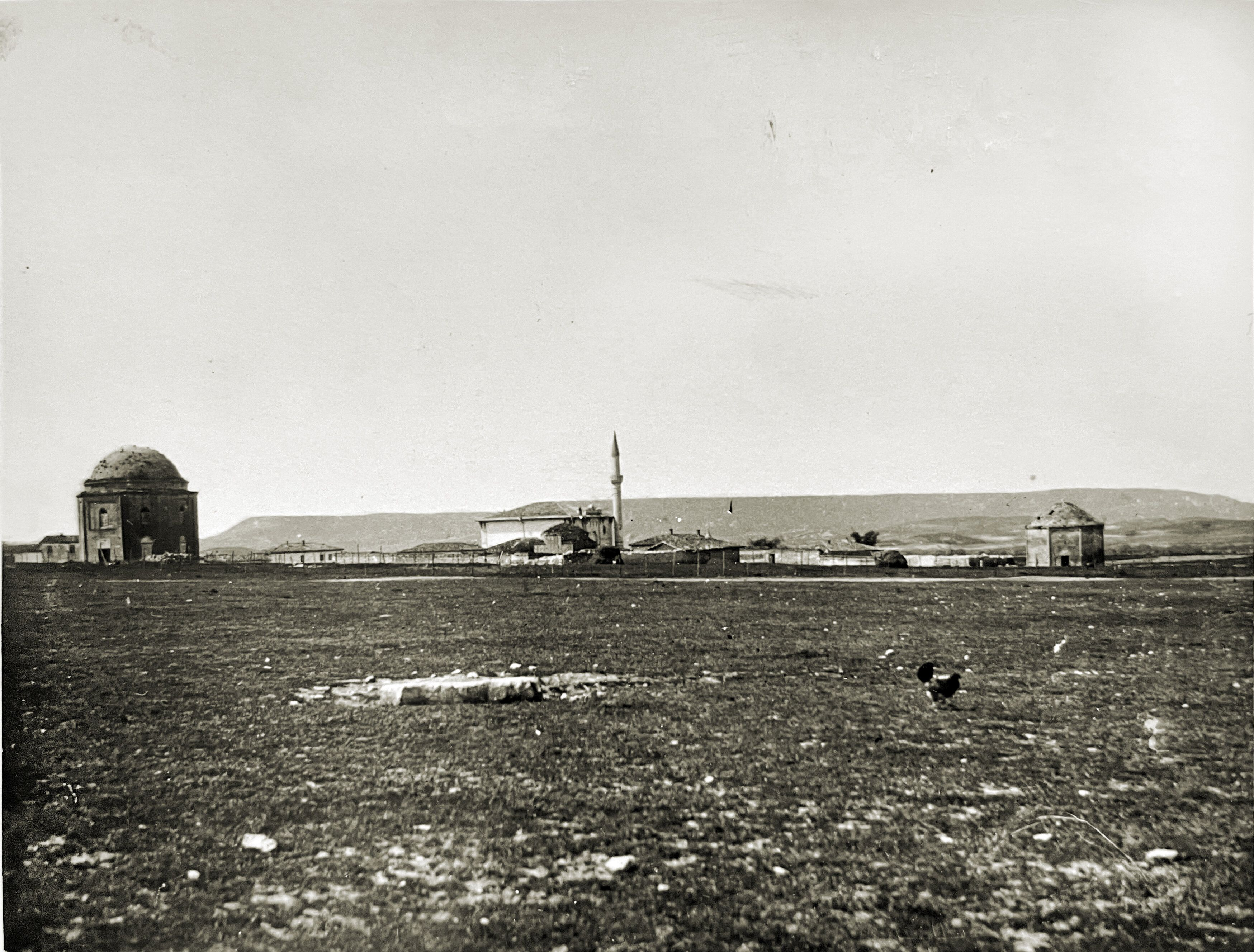
Панорама села Азіз, 1925 рік

Перша згадка Азіза як священного місця зустрічається в «Описі Криму» Мартіна Броневського 1579 року.
У часи Кримського ханства Азіз відносився до Бахчисарайського кадилика Бахчисарайського каймаканства, зустрічається в «Камеральному Описі Криму 1784 року».

Згадується у 1794 році у праці Петера Палласа «Спостереження, зроблені під час подорожі південними намісництвами Російської держави»:
«Нижче за Бахчисараю, за два версти від нього, знаходиться село Дозіс, біля Джурюк-су з капустяними городами…»
Судячи з «Списку населених місць Таврійської губернії за даними 1864 року», Азіз, з 29 дворами та 175 жителями, вважався передмістям Бахчисараю.
У 1944 році 18 травня кримські татари з села були депортовані до Середньої Азії, а у вересні у район приїхали перші новосели (2146 сімей) з Орловської і Брянськой областей РСФСР.
18 травня 1948 року указом Президії Верховної Ради РРФСР Азіз перейменували на Задорожне.
А 1960-х роках село включили у склад Підгороднього, а згодом у склад Бахчисараю.